# 菅原浩志
菅原 浩志（すがわら ひろし、1955年 - ）は、日本の映画監督・脚本家・プロデューサー。北海道夕張郡長沼町生まれ、札幌市育ち。深川市納内町にルーツを持つ。クレジットには菅原 比呂志名義も存在する。

## 来歴
北海道札幌啓成高等学校卒業後、『ゴッドファーザー』のフランシス・フォード・コッポラ監督が映画を学んだカリフォルニア大学ロサンゼルス校（UCLA）芸術学部映画テレビ学科に留学。そこで映画製作・演出を学び、クームルーデ賞（優秀賞）を受賞し卒業する。その後、アメリカ映画界で活動。
帰国後、『里見八犬伝』（1983年）等のプロデューサーを務め、1988年に『ぼくらの七日間戦争』で監督デビュー。ブルーリボン作品賞、くまもと映画祭監督賞を受賞し、「日本映画100本」の一本に選ばれる。『ほたるの星』（2004年）は第16回東京国際映画祭コンペティションに公式参加した後、世界各国で公開。2004年秋には、皇室主催の園遊会に招待された。浅丘ルリ子主演の『早咲きの花』（2006年）は、第19回東京国際映画祭、豪州シドニー映画祭で公式上映され、国内外で高く評価されている。北海道東川町が舞台の『写真甲子園 0.5秒の夏』（2017年）は第30回東京国際映画祭でワールドプレミア上映され、2019年アラブ・アフリカ世界で最も有名なカルタゴ映画祭から正式招待された。2021年、短編映画『北の残照』とドキュメンタリー映画『ヌプリコロカムイノミ』を監督。2023年には『カムイのうた』を監督。
周南公立大学客員教授。環境省主催のホタレンジャー審査員。豊橋まつり総合プロデューサー。

## フィルモグラフィー

### 監督
- ぼくらの七日間戦争（1988年）兼脚本
- That's カンニング! 史上最大の作戦?（1996年）
- マグニチュード 明日への架け橋（1997年）兼脚本
- ときめきメモリアル（1997年）
- ドリームメーカー（1999年）兼脚本
- DRUG（2001年）※教育映画
- ほたるの星（2004年）兼脚本
- 早咲きの花（2006年）兼脚本
- 写真甲子園 0.5秒の夏（2018年）兼脚本　※北海道先行上映（2017年）
- 北の残照（2021年）※短編映画
- ヌプリコロカムイノミ（2021年）※ドキュメンタリー
- カムイのうた（2023年）兼脚本

### プロデューサー
- 里見八犬伝（1983年）
- 愛情物語（1984年）
- 天国にいちばん近い島（1985年）
- 二代目はクリスチャン（1985年）
- キャバレー（1986年）
- 三文オペラ（1989年）
- 将軍（1990年）
- ルビー・カイロ（1993年）

### プロダクションマネージャー
- 天と地と（1990年）